# Muhlenbergia trifida
Muhlenbergia trifida är en gräsart som beskrevs av Eduard Hackel. Muhlenbergia trifida ingår i släktet muhlygräs, och familjen gräs. Inga underarter finns listade i Catalogue of Life.